# ساكو سافولاينن
ساكو سافولاينن (بالفنلندية: Saku Savolainen)‏ هو لاعب كرة قدم فنلندي في مركزي ظهير ‏ والهجوم، ولد في 13 أغسطس 1996 في إيسلمي في فنلندا. شارك مع منتخب فنلندا تحت 18 سنة لكرة القدم ومنتخب فنلندا تحت 19 سنة لكرة القدم ومنتخب فنلندا تحت 21 سنة لكرة القدم. أما مع النوادي، فقد لعب مع Pallo-Kerho 37 ‏.

## وصلات خارجية
- ساكو سافولاينن على موقع قاعدة بيانات كرة القدم.إي يو (الإنجليزية)
- ساكو سافولاينن على موقع Soccerway.com (الإنجليزية)